# Phaffans

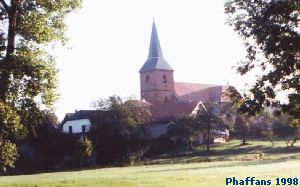
Kościół Wniebowzięcia NMP

Phaffans – miejscowość i gmina we Francji, w regionie Burgundia-Franche-Comté, w departamencie Territoire de Belfort.
Według danych na rok 1990 gminę zamieszkiwały 353 osoby, a gęstość zaludnienia wynosiła 109 osób/km² (wśród 1786 gmin Franche-Comté Phaffans plasuje się na 412. miejscu pod względem liczby ludności, natomiast pod względem powierzchni na miejscu 944.).